# Donna nera con bambino
Donna nera con bambino è un ritratto a olio a figura intera, opera del pittore olandese Albert Eckhout. Datato 1650 circa, è attualmente esposto allo Statens Museum for Kunst di Copenaghen.

## Descrizione
Il dipinto, realizzato a olio su tela, rappresenta una donna e un bambino di etnia africana. I soggetti non sono identificabili, in quanto lo scopo dell'artista non era rappresentare un soggetto specifico, ma mostrare genericamente l'aspetto di una delle etnie del Nuovo Mondo.
La donna, in piedi, indossa un pareo e un cappello in stile africano Bakongo ed è a seno scoperto e a piedi nudi. Indossa gioielli europei, così come è europea la pipa infilata nella fascia del pareo. Con la sua mano destra sorregge un cesto di tessuto etnico Bakongo contenente un assortimento di frutti tropicali.
La mano sinistra poggia sulla testa del figlio, dipinto in piedi accanto a lei. Il bambino è rappresentato nudo e con la pelle più chiara della madre, a indicare il fatto che la carnagione può scurirsi con l'età. Nella mano destra impugna un pugnale dorato, di foggia europea.
Il paesaggio che fa da sfondo è da identificare, probabilmente, col porto di Mauritsstad (oggi Recife). La composizione dell'opera è bilanciata da un albero sul lato sinistro, ripreso dalle stampe etniche della Guinea, opera di Pieter de Marees.

## Storia
Eckhout era uno dei sei artisti inviati in Brasile da Giovanni Maurizio di Nassau-Siegen con lo scopo di documentare graficamente la vita delle popolazioni indigene. Della stessa spedizione facevano parte anche Frans Post e Georg Marcgrave, gli unici altri due artisti il cui nome è noto, e il dottor Willem Piso, naturalista, che nel 1648 pubblicò al riguardo il libro Historia Naturalis Brasiliae.
Nel 1678 il dipinto fu fra i 24 donati dal principe Giovanni Maurizio al re Federico III di Danimarca.
L'opera fu particolarmente apprezzata e fu riprodotta più volte, così come furono realizzate copie del ciondolo indossato dal soggetto. Nel 2006 è stata scelta come immagine per la copertina del libro Albert Eckhout, Court Painter in Colonial Dutch Brazil e nel 2008 è stata inclusa in una mostra ad Amsterdam intitolata Black is beautiful: Rubens tot Dumas